# 同志社大学京田辺キャンパス

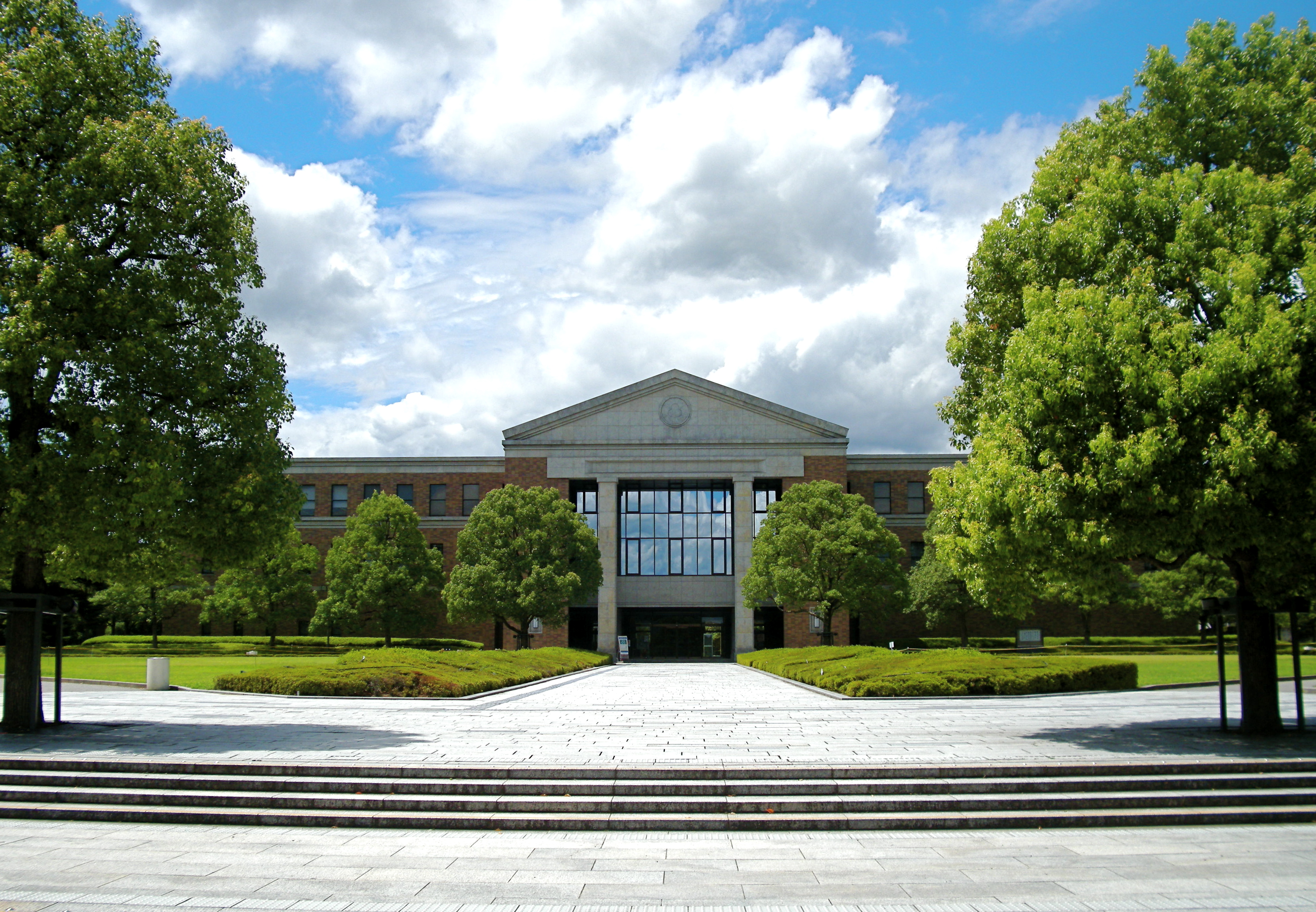
LEARNED MEMOREAL LIBRARY(ラーネッド記念図書館)

同志社大学京田辺キャンパス（どうししゃだいがく きょうたなべキャンパス）は、京都府京田辺市にある同志社大学のキャンパス。近隣には生命科学・医学領域中心の研究を行う学研都市キャンパスや、外国人留学生と地域の交流拠点にして、スポーツ施設が多い多々羅キャンパスがある。
京田辺キャンパスの敷地面積は、 788,583㎡。

## 概要

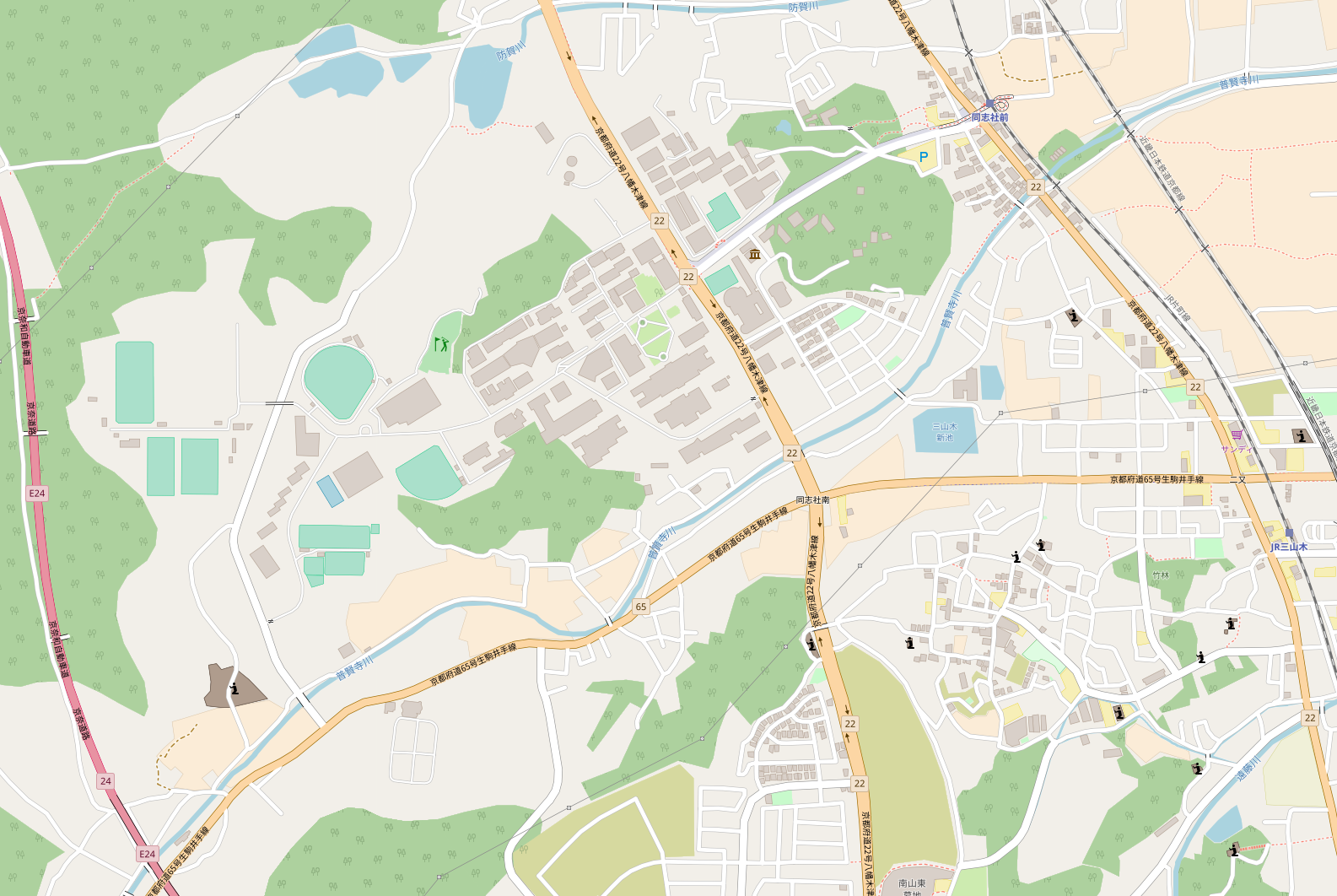
キャンパスマップ

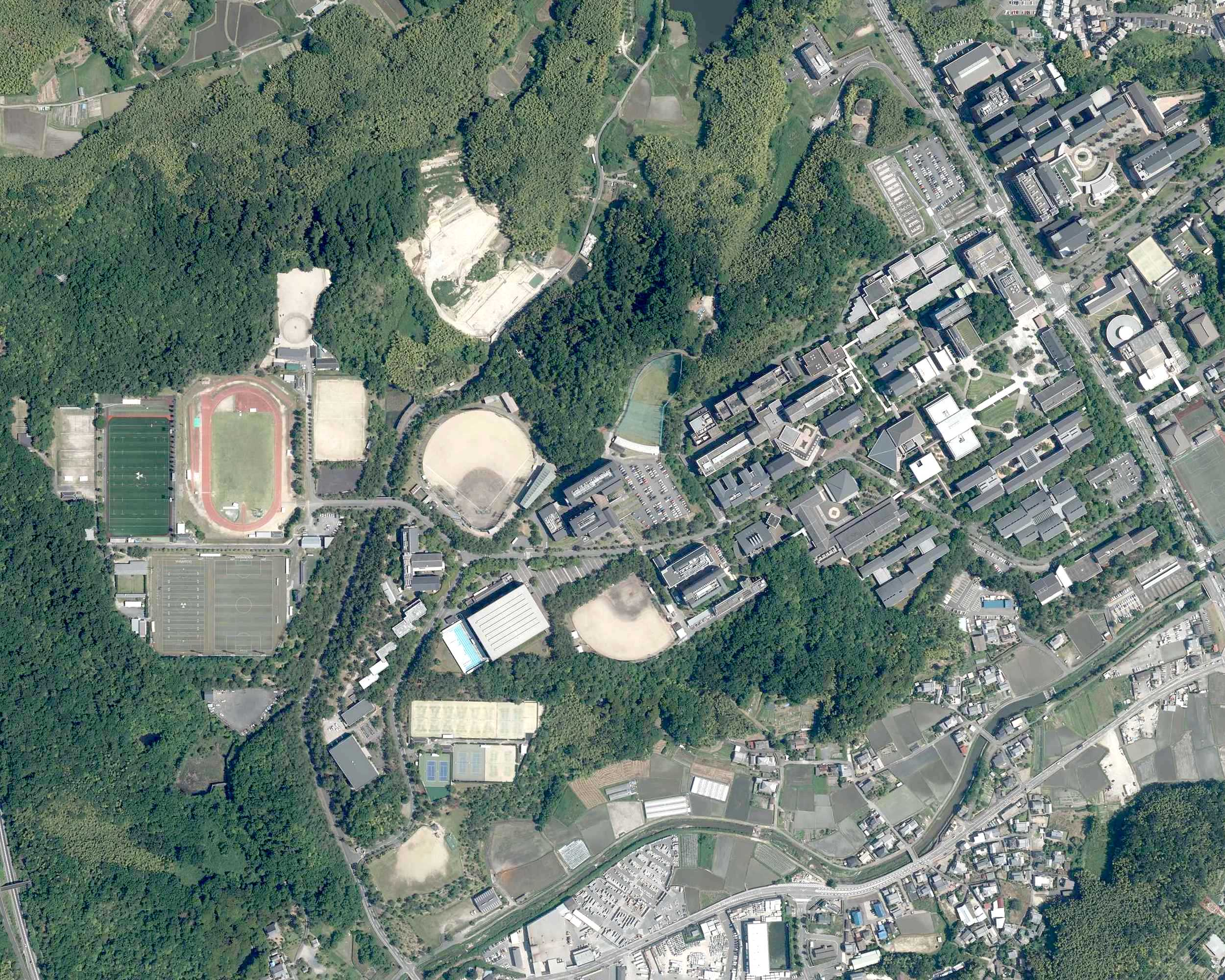
航空写真（2021年）

1986年に同志社女子大学京田辺キャンパスと同志社国際中学校・高等学校に隣接する79万m2の丘陵に開校された。開校当時の所在地は綴喜郡田辺町であり、名称も田辺校地とされていたが、2000年に京田辺校地に改称する。
開校当時は全学部の1・2年次教育を担っていたが、1994年工学部が全面移転したことを皮切りに、理系拠点としての整備がすすみ、2013年3月までは理学・工学・生命科学・情報学系、心理・体育・外国語学系の全学年と、文・法・商・経済学部の1・2年次教育が行われていた。当時は約13,000人の学生が通学していた。
広大なキャンパスを生かして体育館や各種目用のグラウンド、プールなどの体育設備があり、体育会系の部活動やサークル活動も行われている。
起業家育成のためのインキュベーション施設として、業成館（D-egg）がキャンパス内に設けられている。
なお、2004年に新設された政策学部に関しては、文系学部であるが、当初から全学年今出川キャンパスへの通学となり、神学部と社会学部も2009年に今出川キャンパスへの統合が行われた。その後京田辺で1・2年次教育を行っていた残りの4学部についても、巨大な今出川キャンパス良心館の完成により、すべて今出川キャンパスへ統合され、2013年4月には今出川キャンパスに文系の8学部10大学院研究科、京田辺キャンパスに理系および文理融合系の6学部5大学院研究科という形に再編された。そのため、直前には約16000人に達していた京田辺キャンパスの学生数は約9000人まで減少した。施設に余裕ができたというプラス面と、賑わいがなくなったというマイナス面があるが、食堂業者や周辺下宿の経営者、京田辺市役所、奈良交通等の交通機関等にとってはマイナス面しかなく、ほとんど使われなくなった教室も多くなっており、今後の大学側の対応が注目される。

## 歴史

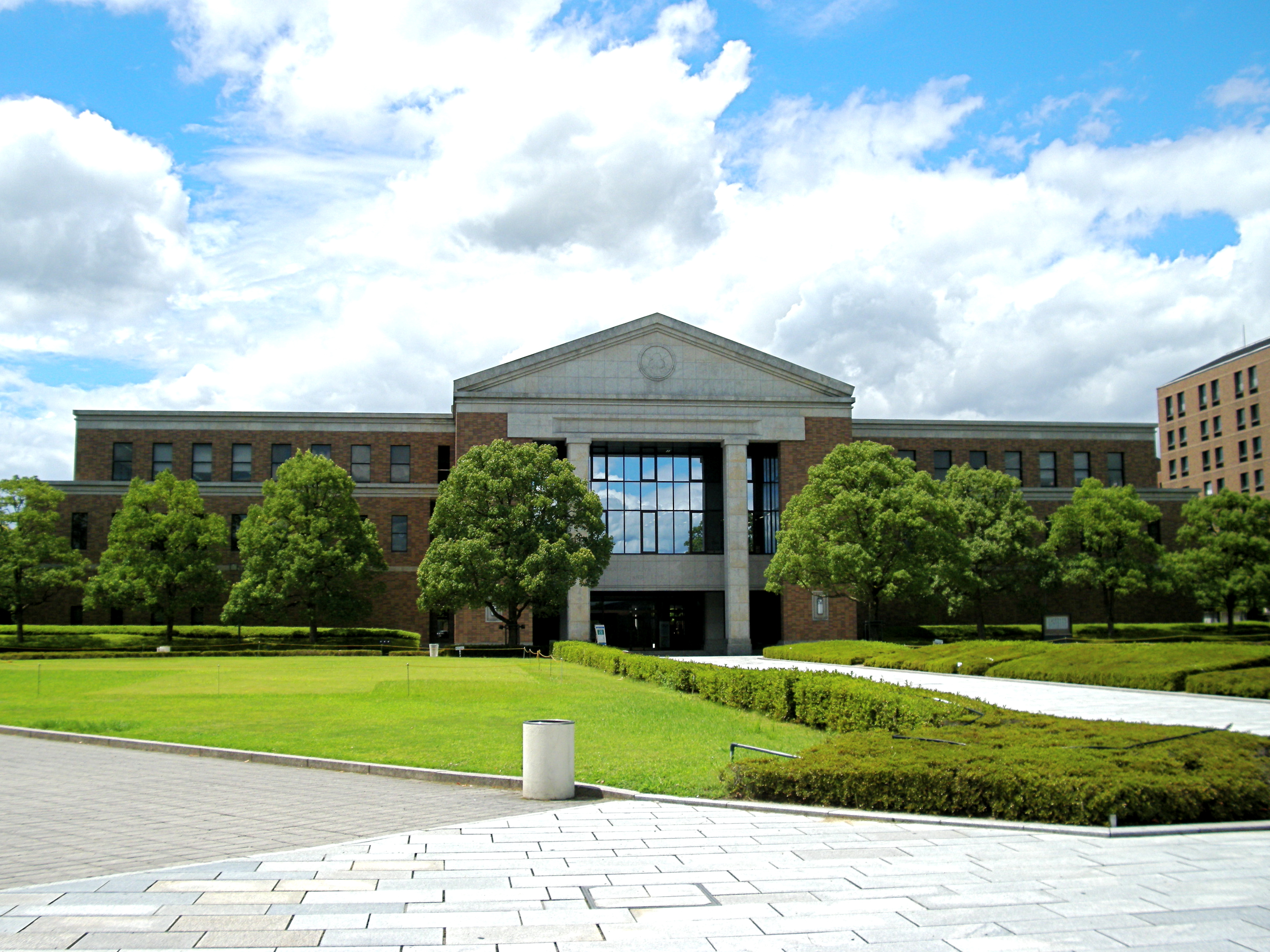
青空チャペル(芝生広場)とラーネッド記念図書館

今出川キャンパスが年々手狭になり、大学設置基準を満たすために学校法人同志社として京田辺市（当時綴喜郡田辺町）に土地を購入した。1965年8月14日に同志社理事会において「田辺校地に関する基本方針」が承認され、1965年8月25日に校地拡張委員会、1965年12月4日には田辺用地専門委員会が組織された。そして翌年の1966年9月7日に近畿日本鉄道と土地売買契約を交わし、その翌年の1967年にも土地を買収した。一次買収では約47万m2で、二次買収とあわせると約100万m2が買収されている。1985年1月9日に起工式を行い、その20年後の1986年3月27日に、同志社女子大学と合同で同志社女子大学恵真館に於いて竣工式が行われた。開校当時は各学部の1、2学年が学んでいたが、1994年に工学部（現理工学部）が全面移転された。開校当時は学生新聞などに問題提起されるなど学生や教員の不満も多かった。現在も立地の悪さ、今出川キャンパスとの格差などから学生の不満は大きい。

## 使用学部・研究科
1986 - 1993年度

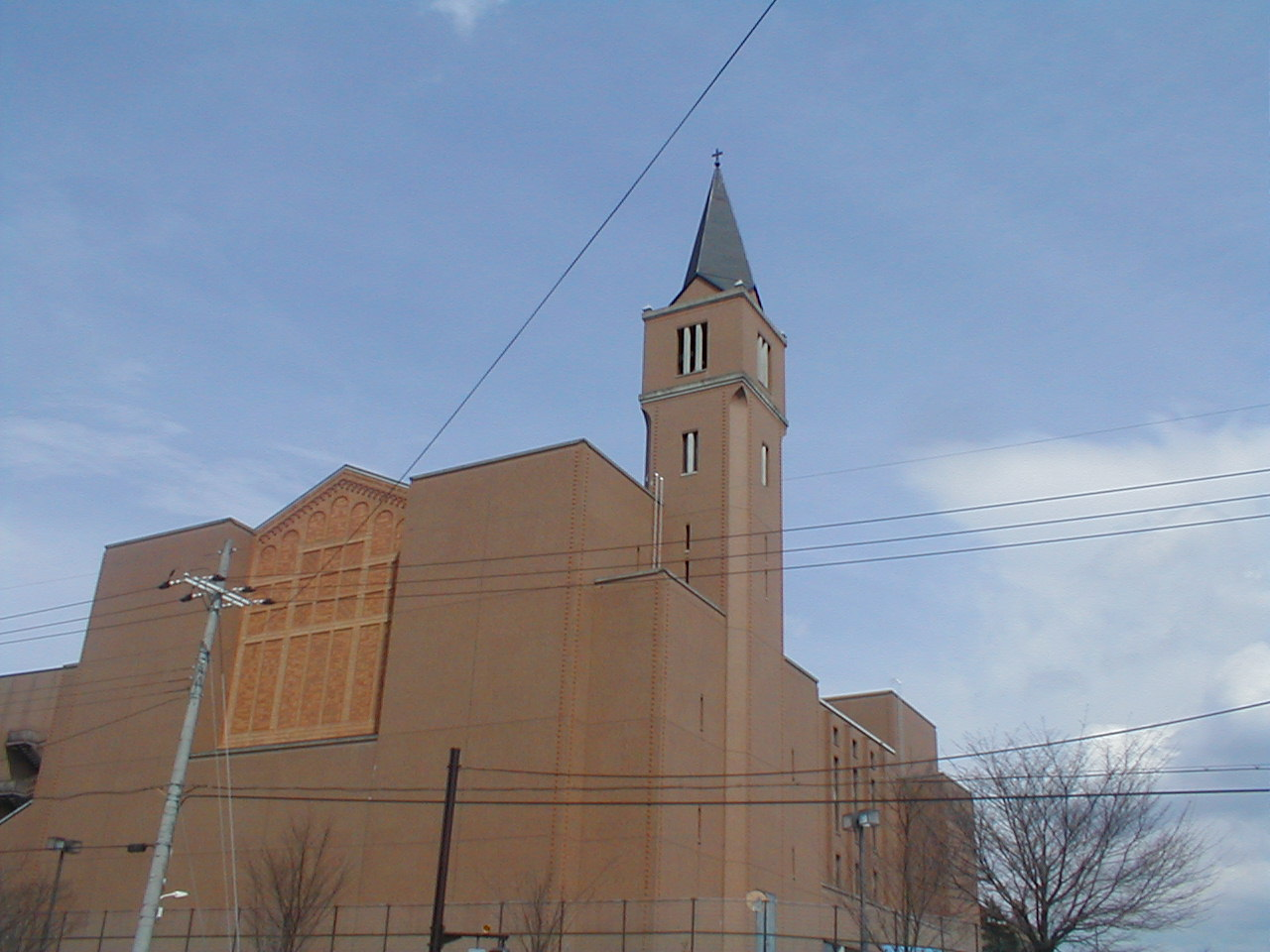
同志社 新島記念講堂

- 学部：全学部（神、文、法、経済、商、工学部）の1, 2年次
- 大学院：なし

1994 - 2004年度
- 学部：神、文、法、経済、商学部の1, 2年次 および 工学部の全学年
- 大学院：工学研究科

2005, 2006年度

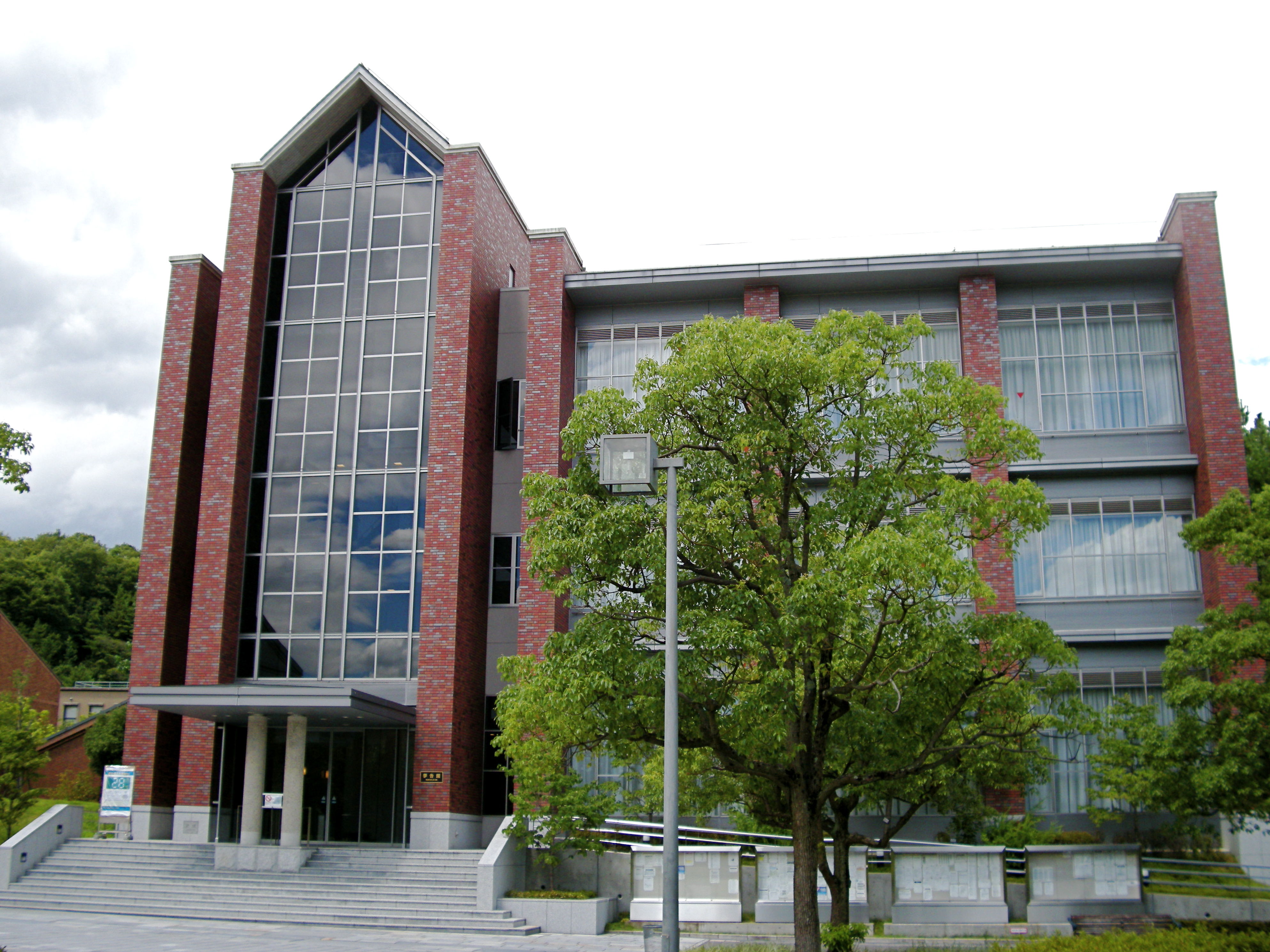
文化情報学部 夢告館

- 学部：神、文、社会、法、経済、商学部の1, 2年次 および 文化情報、工学部の全学年
- 大学院：工学研究科

2007年度
- 学部：神、文、社会、法、経済、商学部の1, 2年次 および 文化情報、工学部の全学年
- 大学院：文化情報、工学研究科

2008年度
- 学部：神、文、社会、法、経済、商学部の1, 2年次 および 文化情報、理工、生命医科、スポーツ健康科学部の全学年
- 大学院：文化情報、工、生命医科学研究科

2009年度
- 学部：文、法、経済、商学部の1, 2年次 および 文化情報、理工、生命医科、スポーツ健康科、心理学部の全学年
- 研究科：文化情報、工、生命医科、心理学研究科

2010年度
- 学部：文、法、経済、商学部の1, 2年次 および 文化情報、理工、生命医科、スポーツ健康科、心理学部の全学年
- 研究科：文化情報、工、生命医科、スポーツ健康科、心理学研究科

2011年度
- 学部：文、法、経済、商学部の1, 2年次 および 文化情報、理工、生命医科、スポーツ健康科、心理、グローバル・コミュニケーション学部の全学年
- 研究科：文化情報、工、生命医科、スポーツ健康科、心理学研究科

2012年度
- 学部：文、法、経済、商学部の1, 2年次 および 文化情報、理工、生命医科、スポーツ健康科、心理、グローバル・コミュニケーション学部の全学年
- 研究科：文化情報、理工、生命医科、スポーツ健康科、心理学研究科

2013, 2014年度
- 学部：文化情報、理工、生命医科、スポーツ健康科、心理、グローバル・コミュニケーション学部
- 研究科：文化情報、理工、生命医科、スポーツ健康科、心理学研究科

2015年度から
- 学部：文化情報、理工、生命医科、スポーツ健康科、心理、グローバル・コミュニケーション学部
- 研究科：文化情報、理工、生命医科、スポーツ健康科、心理、脳科学研究科

## 施設

### 教育施設

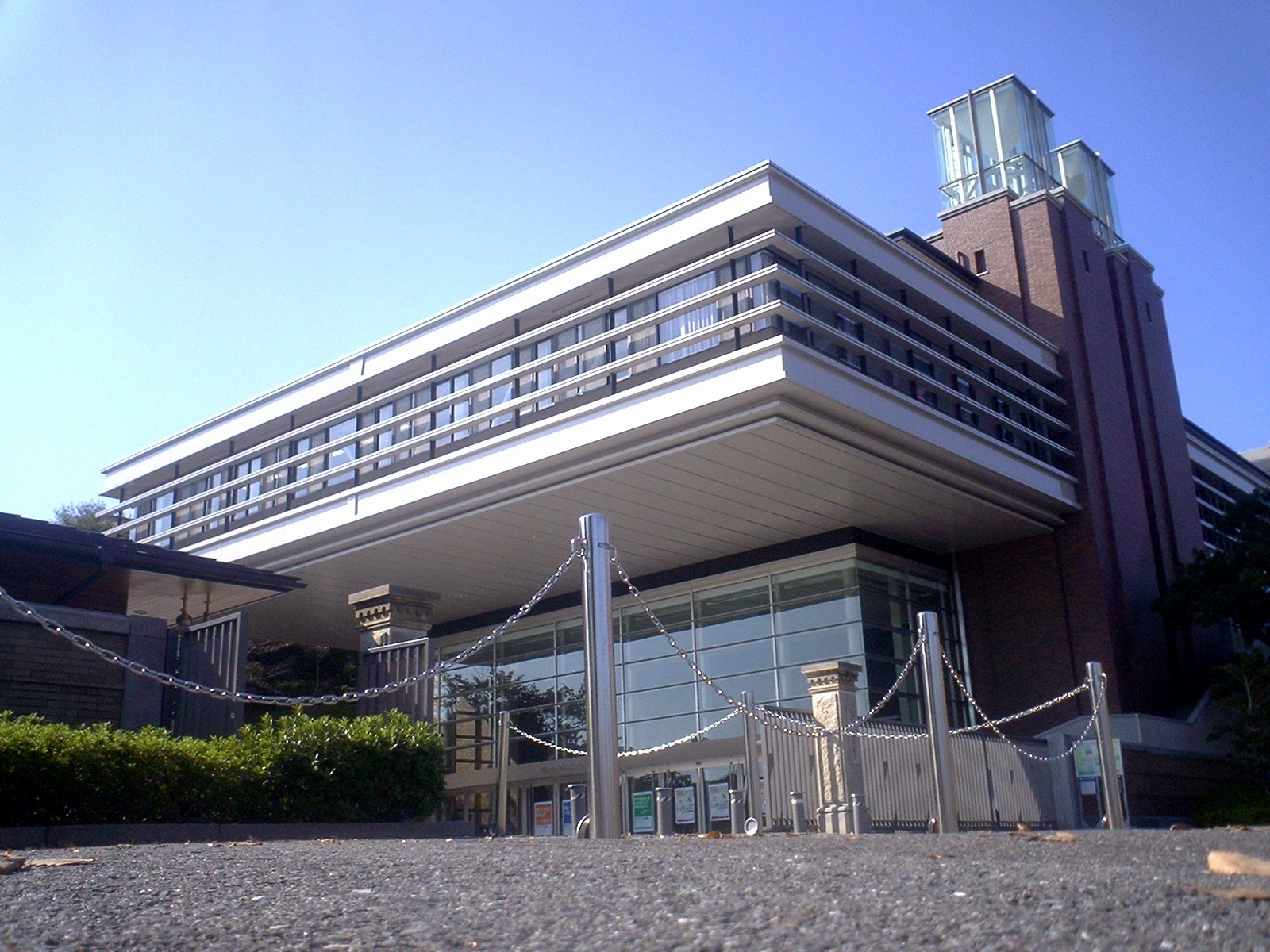
同志社ローム記念館

- 情報メディア館 (略称:JM)
976台のPCが設置されており、PCを使う授業が開講される。なお、授業として利用されていない時間は、学生がPCを自由に使うことができるよう開放される。
- 知真館1号館 (ちしん-かん 略称:TC1)
小教室が多数あり、英語や第二外国語などの少人数制で行われる科目が多く開講されている。2013年7月にカウンセリングセンターが、ラウンジ棟（2016年4月に成心館に改称）から1階に移転した。
- 知真館2号館 (ちしん-かん 略称:TC2)
1000人収容できる教室が2つあるなど大教室がある。主に学生の多い学部の必修科目や教職科目、一般教養の科目が開講されている。2013年10月に歴史資料館が、知証館南館 自然系等実験実習棟（心理学部・心理学研究科が使用）から1階に移転した。
- 知真館3号館 (ちしん-かん 略称:TC3)
主に語学と自然科学系の授業が開講される。
- 夢告館 (むこく-かん 略称:MK)
文化情報学部・文化情報学研究科事務室、教室
- 恵道館 (けいどう-かん 略称:KD)
教室
- 創考館 (そうこう-かん 略称:SO)
実験室
- 磐上館 (ばんじょう-かん 略称:BJ)
スポーツ健康科学部・スポーツ健康科学研究科事務室、京田辺校地教務課（体育担当）:教室
- 理化学館 (りかがく-かん 略称:RG)
理工学部・理工学研究科事務室、同志社大学ハリス理化学研究所事務室
- 香知館 (こうち-かん 略称:KC)
情報系棟
- 光喜館 (こうき-かん 略称:KK)
エネルギー変換研究センター
- 恵喜館 (けいき-かん 略称:KE)
情報系、環境系棟
- 頌真館 (しょうしん-かん 略称:TS)
情報企画課、情報処理教室
- 至心館（略称:SC)
化学系棟
- 報辰館（略称:HS)
- 医心館 (いしん-かん 略称:IN)
生命医科学部・生命医科学研究科事務室
- 香柏館
心理学部・心理学研究科事務室（低層棟）、グローバル・コミュニケーション学部事務室（高層棟）:研究室
- ラーネッド記念図書館
図書館
- 有徳館西館 (ゆうとく-かん 略称:YE)
電気系棟
- 有徳館東館 (ゆうとく-かん 略称:YM)
機械系棟
- 交隣館 (こうりん-かん 略称:KR)
講師控室、共同研究室
- 同志社ローム記念館 (略称:RM)
同志社大学京田辺キャンパス構内にあるが、学校法人同志社の共同利用施設。2003年に株式会社ロームより10億円の寄付を受けて建設された。
吹き抜けの大きなホールがあり、数々の催しが行われている。また、ローム記念館プロジェクトのためのプロジェクトルームがあるほか、2016年3月25日に研究開発推進機構の各部署が2階南側に集約移転された[5]。
- 新島記念講堂
学校法人同志社111周年記念事業として、1988年に竣工。同志社女子大学京田辺キャンパス構内にあるが、学校法人同志社の共同利用施設で、約900名収容の大ホールである。

### 運動施設

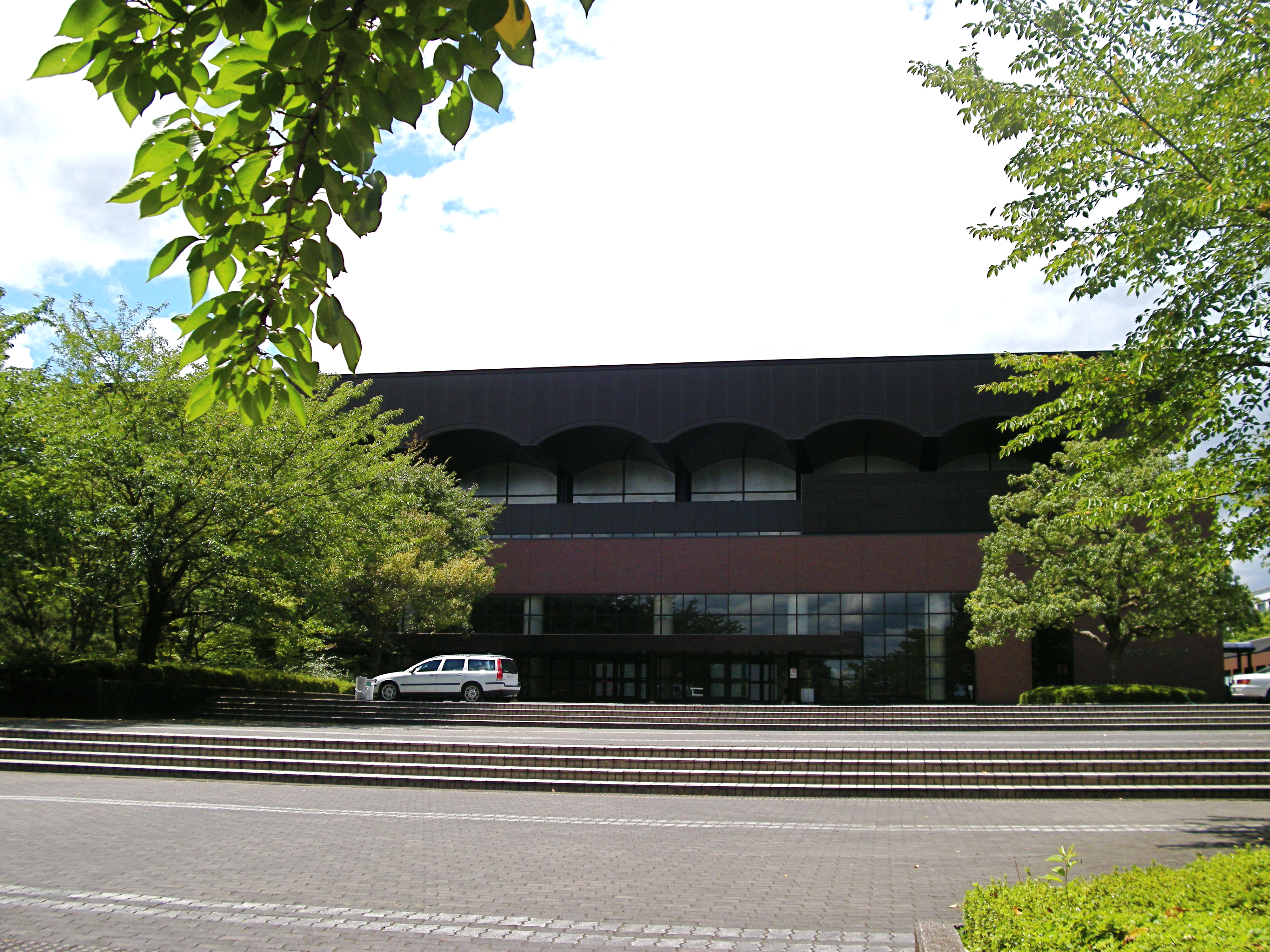
デイヴィス記念館

- 屋内

- - デイヴィス記念館 (略称:DV)
メインアリーナ (2,860m2[6])
フェンシング場 (500m2[6])
柔道場 (380m2/160畳[6])
剣道場 (380m2[6])
卓球場 (440m2[6])
体力測定室 (250m2[6])
トレーニング室 (560m2[6])
  - 真誠館
トレーニング場 (200m2[6])
ボクシング場 (240m2[6])
空手道場 (315m2[6])
相撲場 (215m2[6])
レスリング場 (315m2[6])
合気道場 (315m2[6])
居合道場 (315m2[6])
少林寺拳法場 (315m2[6])
日本拳法場 (315m2[6])

- 屋外
ソフトボール場 (8,800m2[6])
バレーボールコート (2,000m2 3面[6])
テニスコート (14,400m2 12面[6])
プール (1,600m2 50m 9コース[6])
硬式野球場 (21,000m2[6])
軟式野球場 (11,600m2[6])
ゴルフ練習場 (5,000m2 22打席[6])
サッカー場 (10,900m2 人工芝[6])
アメリカンフットボール場 (8,500m2 人工芝[6])
弓道場 (2,500m2[6])
射撃場 (750m2 京都府公安委員会公認[6])
洋弓場 (5,600m2[6])
ラグビー場 (15,300m2 人工芝[6])
陸上競技場 (25,600m2 第3種公認[6])
陸上ホッケー・ハンドボール場(7,000m2[6])
馬場 (5,000m2[6])
グライダー格納庫 (500m2[6])
自動車練習場 (3,600m2[6])
インラインスケート場 (1,690m2[6])

### その他施設
- キリスト教文化センター
- 同志社京田辺会堂
道路をはさんでラウンジ棟の光館（HIKARI-KAN）と礼拝堂の言館（KOTOBA-KAN）からなる。言館（KOTOBA-KAN）は今出川の同志社礼拝堂以来129年ぶりの礼拝堂で、京田辺キャンパス初の宗教専門施設。正式名称には（KOTOBA-KAN）などのローマ字部分も含んでいる。
  - 言館（KOTOBA-KAN）

礼拝堂。新約聖書の「初めに言（ことば）があった。言は神と共にあった」（ヨハネによる福音書）から命名。全面ガラス張りによる開放感により、一般の学生にも気軽に入館してもらえるようにしている。それまで教室や集会室で行われていたチャペルアワーなどの宗教行事を行う。平日の日中は宗教行事の時以外も開放されている。
  - 光館（HIKARI-KAN）

文化センター。旧約聖書の「神は言われた。『光あれ。』こうして、光があった」（創世記）から命名。ラウンジや同志社の歴史展示などからなる。
- 嗣業館
キャリアセンター[7]、国際センター[8]、京田辺校地施設課（一部[9]）、中央監視盤室
- 成心館
京田辺キャンパス教務センター（京田辺校地教務課、免許資格課程センター（京田辺）、生命医科学部・生命医科学研究科事務室[10]、スポーツ健康科学部・スポーツ健康科学科事務室[11]心理学部・心理学研究科事務室[11]グローバル・コミュニケーション学部事務室[11]）
学生支援機構（学生支援センター(京田辺校地学生支援課、学生生活課（京田辺）)、スポーツ支援課）、会議室、和室
2016年4月にラウンジ棟から改称。
ラウンジ棟という旧称の通り、2013年6月までは北側に講話室、スポーツ支援課、ラウンジ[12]、カウンセリングセンター、南側にラウンジ[13]があったが、2013年7月に食堂・購買棟2階（2016年4月に日糧館に改称）に新ラウンジが、ラウンジ棟1階南側にスポーツ支援課への移転工事が完成した。
これに伴い、従来のラウンジを閉鎖。さらにカウンセリングセンターを知真館1号館1階に移転し、京田辺キャンパス教務センターの移転に伴う改修工事を実施し、2013年9月に嗣業館1階西側から移転した。
その後、2016年3月に研究開発推進機構が京田辺キャンパスに集約移転することに伴う事務室の移転により、学生支援センターとスポーツ支援課を統合する必要が発生し、2015年12月 - 2016年3月は嗣業館1階東側に併存していた。
- 日糧館
同志社生協京田辺ショップ（コンビニ・PCフロア）、同志社生協京田辺ブック & トラベル（書籍部・旅行カウンター）、同志社生協京田辺カフェテリア（大食堂）、カフェテリア不二家（大食堂）、ファミリーマート京田辺同志社店、おいしんぼ横丁（のれん街、カリーハウス・めん風(ラーメン)・いも文(丼とうどん・そば)・ふじカツ(とんかつ)と、Hamac de Paradis Latte(カフェ&レストラン)）が入居。
2016年4月に食堂・購買棟から改称。
食堂・購買棟という旧称の通り、2013年1月までは2階西側にもまるまる食堂という大食堂があったが閉店し、学生ラウンジに改修された。
- 保健センター
- 厩舎
- 京田辺別館
サークル棟
- 業成館（D-egg）

## 交通アクセス
- JR学研都市線同志社前駅、近鉄京都線興戸駅下車。
- 近鉄京都線新田辺駅・三山木駅から奈良交通バス

同志社循環バスで「同志社大学正門」バス停下車。
「同志社大学デイヴィス記念館」行きで終点下車。

## ギャラリー

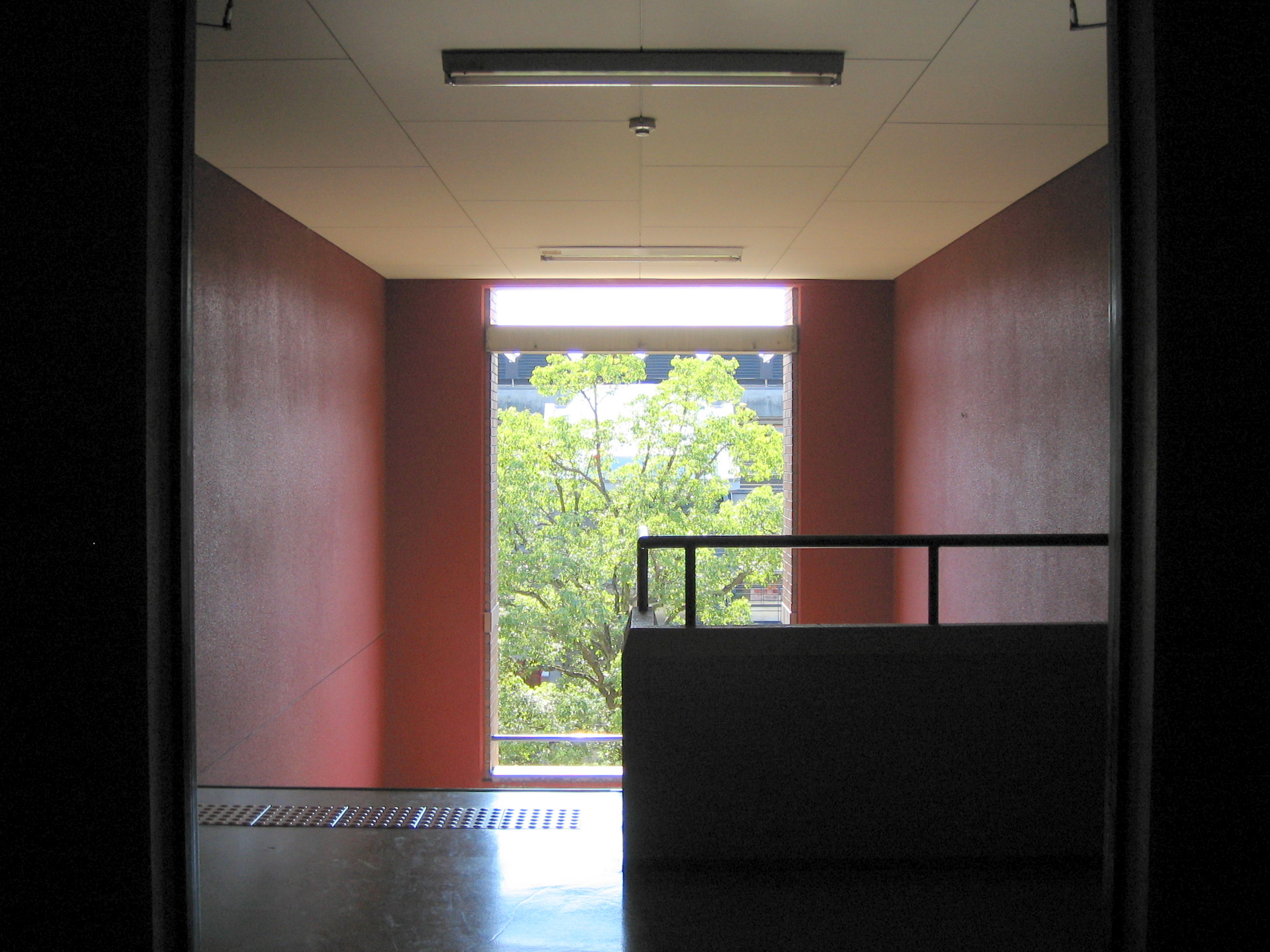
京田辺キャンパス 知真館1号館
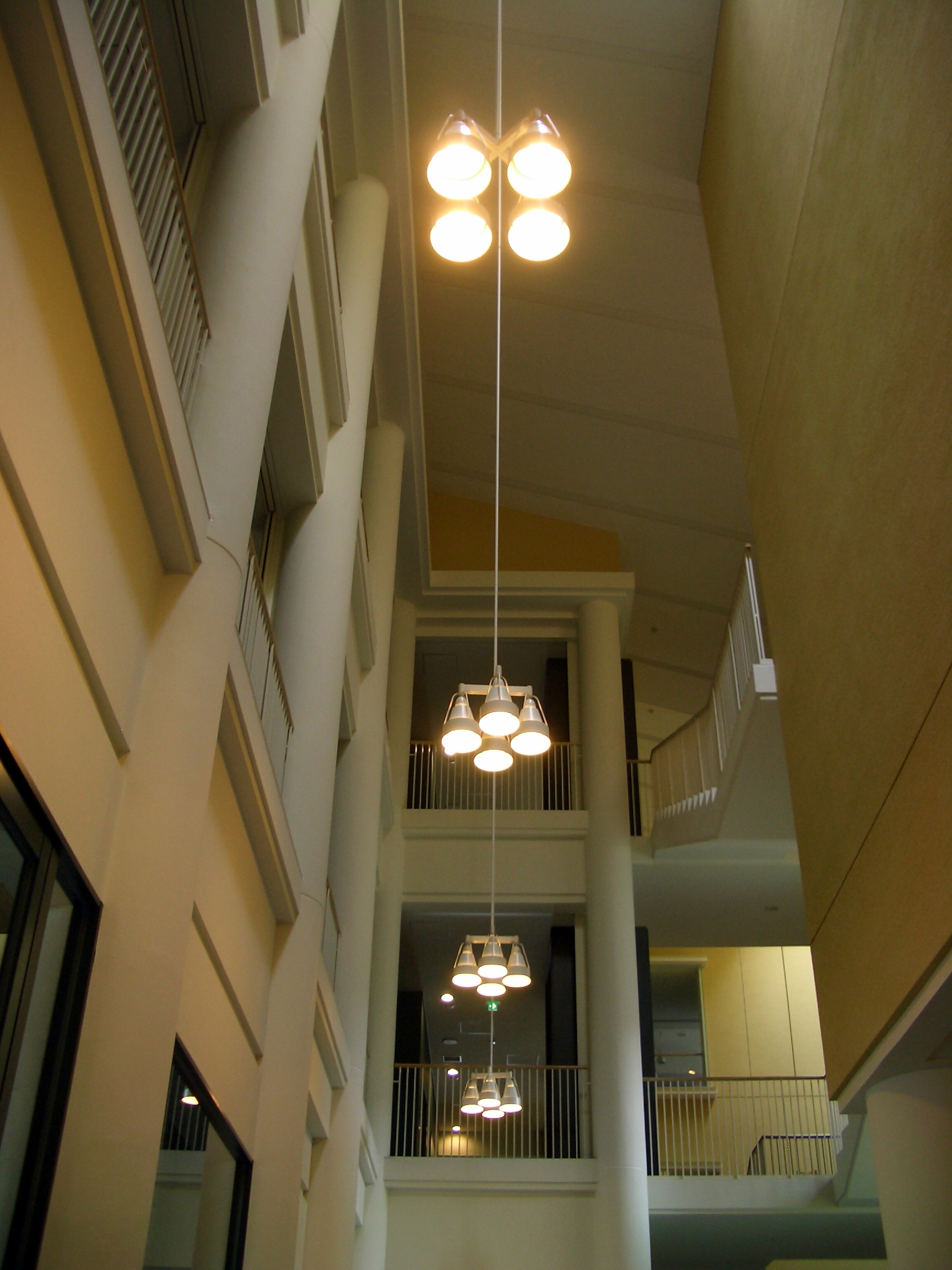
京田辺キャンパス 香知館